# Administrativní dělení Nigeru

Administrativní dělení Nigeru na regiony

Niger je vnitrozemský stát v saharském regionu Afriky. Je to unitární stát, jehož územně-správní celky nejvyšší úrovně jsou regiony. Celkem existuje 7 regionů, hlavní město Niamey však nespadá pod žádný z regionů. Regiony se dále dělí na 63 departementů.

## Regiony
| Region    | Správní středisko | Rozloha (km²) | Populace (2012) | Hustota zalidnění (obyv./km²) | Počet departementů |
| --------- | ----------------- | ------------- | --------------- | ----------------------------- | ------------------ |
| Agadez    | Agadez            | 667 799       | 487 620         | 0,73                          | 6                  |
| Diffa     | Diffa             | 156 906       | 593 821         | 3,78                          | 6                  |
| Dosso     | Dosso             | 31 002        | 2 037 713       | 65,73                         | 8                  |
| Maradi    | Maradi            | 41 796        | 3 402 094       | 81,40                         | 8                  |
| Niamey    | Niamey            | 255           | 1 026 848       | 4026,85                       | 0                  |
| Tahoua    | Tahoua            | 113 371       | 3 328 365       | 29,36                         | 12                 |
| Tillabéri | Tillabéri         | 97 251        | 2 722 482       | 27,99                         | 13                 |
| Zinder    | Zinder            | 155 778       | 3 539 764       | 22,72                         | 10                 |
| Niger     | Niamey            | 1 264 158     | 17 138 707      | 13,56                         | 63                 |

## Departementy
Níže jsou uvedeno všech 63 depertementů řazených podle regionů, ve kterých se nacházejí.
- Agadez: Aderbissinat, Arlit, Bilma, Iférouane, Ingall, Tchirozérine
- Diffa: Bosso, Diffa, Goudoumaria, Maïné-Soroa, N’Gourti, N’Guigmi
- Dosso: Boboye, Dioundiou, Dogondoutchi, Dosso, Falmey, Gaya, Loga, Tibiri
- Maradi: Aguié, Bermo, Dakoro, Gazaoua, Guidan Roumdji, Madarounfa, Mayahi, Tessaoua
- Tahoua: Abalak, Bagaroua, Birni-N’Konni, Bouza, Illéla, Keita, Madaoua, Malbaza, Tahoua, Tassara, Tillia, Tchintabaraden
- Tillabéri: Abala, Ayérou, Balleyara, Banibangou, Bankilaré, Filingué, Gothèye, Kollo, Ouallam, Say, Téra, Tillabéri, Torodi
- Zinder: Belbédji, Damagaram Takaya, Dungass, Gouré, Magaria, Kantché, Mirriah, Takeita, Tanout, Tesker